# Флекситарианство
Флекситариа́нство — преимущественно растительная диета, допускающая потребление плоти животных в пищу. Флекситарианцы стремятся как можно меньше потреблять мясо, но при этом полностью его не исключают из своего рациона. В то же время не существует определённого количества потребляемого мяса для классификации флекситарианца.
В 2003 году Американское диалектическое общество признало слово флекситарианец самым популярным словом года и определило его как «вегетарианец, который иногда ест мясо».

## Происхождение слова
В английском языке слово flexitarian является объединением слов flexible (гибкий) и vegetarian (вегетарианец).
Впервые употребление слова «флекситарианство» зафиксировано в октябре 1992 года в выпуске Austin American-Statesman. В этом выпуске репортёр Линда Антони написала статью «Acorn serves up 'flexitarian fare'». Эта статья описывала недавнее открытие «Желудёвого кафетерия», хозяйка которого, Хэльга Морас, называла своё питание «флекситарианским».

## Критика
Флекситарианство часто критикуется вегетарианцами или веганами, которые утверждают, что это направление не может считаться вегетарианством. Согласно этой критике, вегетарианцы — это те, кто полностью исключил мясо, рыбу и морепродукты из своего рациона. Флекситарианство и схожие с ним направления «полувегетарианства» дублируют «проблематику», но «диаметрально противоположны основам вегетарианства».

## Примеры
- Пескетарианство — отказ от употребления в пищу мяса теплокровных животных.
- Поллотарианство — отказ от употребления в пищу млекопитающих.
- Макробиотика